# 约莱
约莱（法語：Yolet，法語發音：[jɔlɛ]）是法国康塔尔省的一个市镇，位于该省中西部，属于欧里亚克区。

## 地理
约莱（44°55'44"N, 2°31'56"E）面积9.82 平方千米，位于法国奥弗涅-罗讷-阿尔卑斯大区康塔爾省，该省份为法国中南部省份，位于法國中央高原中心，北起科雷兹省、上盧瓦爾省和多姆山省，西接洛特省和科雷兹省，南至阿韦龙省和洛特省，东临上盧瓦爾省和洛泽尔省。
与约莱接壤的市镇（或旧市镇、城区）包括：日乌德马穆、波尔米尼亚克、圣艾蒂安德卡拉、韦扎克。

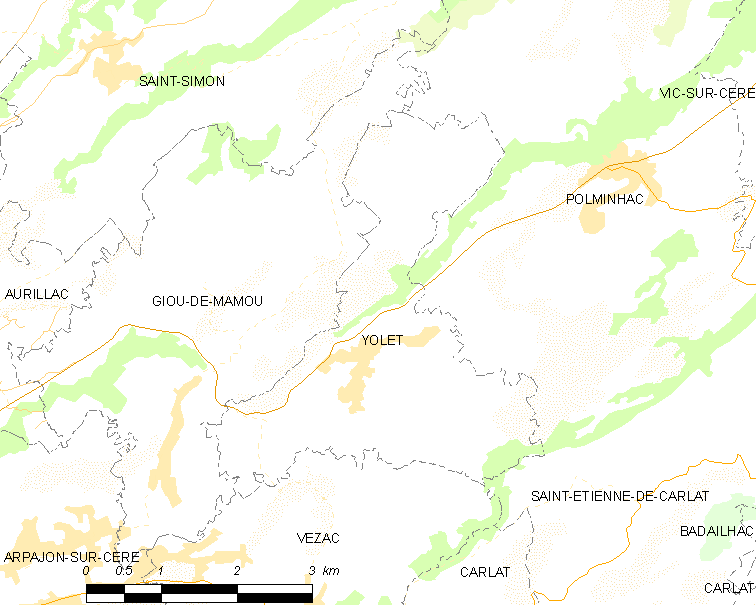
约莱的OSM定位图

约莱的时区为UTC+01:00、UTC+02:00（夏令时）。

## 行政
约莱的邮政编码为15130，INSEE市镇编码为15266。

## 政治
约莱所属的省级选区为塞尔河畔维克县。

## 人口

1962-2008年间约莱人口变化图示

约莱于2022年1月1日时的人口数量为595人。